# Ali Jan Faizi
Ali Jan Faizi, född 3 februari 1977, är en afghansk fotbollsspelare som för närvarande spelar för Maiwand och Afghanistans fotbollslandslag.